# 短穗竹
短穗竹（学名：Brachystachyum densiflorum）为禾本科短穗竹属下的一个种。